# Marco Raugei
Marco Raugei, né le 5 décembre 1958 à Florence et mort le 2 février 2003 dans la même ville, est un dessinateur italien d'art brut.

## Biographie
Issu d'une famille ouvrière pauvre, Marco Raugei subit enfant les brimades et les coups infligés par ses trois frères et sœurs. Il est scolarisé pendant cinq ans avant d'être placé dans diverses institutions médico-pédagogiques. À partir de 1986, il fréquente La Tinaia, centre d’expression de l'hôpital psychiatrique de San Salvi à Florence. Après deux années passées à arpenter l’atelier en monologuant, il se met à dessiner. 
Ses dessins, réalisés au feutre noir sur des feuilles de grandes dimensions, répètent des objets ou des figures de son quotidien, animaux, personnages, constructions, alignés à l'horizontale, ne s’arrêtant qu’une fois la feuille remplie. Bien que quasi identiques, ses figures dans une même œuvre, parfois composées de plusieurs éléments, présentent de subtiles variations de proportions et de perspective. La méthode de travail de Marco Raugei est par ailleurs très rigoureuse : il commence toujours son dessin par le coin inférieur droit pour évoluer vers le coin supérieur gauche. Selon Christian Berst, « ses séries forment des chaînes qui s’articulent avec un certain mouvement, comme le souffle intérieur dont elles sont issues ». De fait, Marco Raugei parle en dessinant, égrenant des sortes de psalmodies souvent incompréhensibles et alternant différentes voix. Associée à la voix, qui semble tenir une place essentielle, la répétition minutieuse des formes évoque alors une sorte d'incantation rituelle dont la globalité échappe au simple spectateur de ses dessins.